# Anatoli Blik
Anatoli Ivanovitsj Blik (Russisch: Анатолий Иванович Блик) (Kaliningrad, 1 januari 1947) is een basketballer die uitkwam voor verschillende teams in de Sovjet-Unie.

## Carrière
Blik begon zijn carrière bij Dinamo Volgograd. In 1969 ging hij naar CSKA Moskou. Hij speelde in 1969 voor CSKA Moskou in de EuroLeague en won de finale van Real Madrid uit Spanje met 103-99 na twee keer verlenging. In 1970 speelde hij weer een finale maar verloor deze van Ignis Varese uit Italië met 74-79. In 1969 en 1970 werd hij landskampioen van de Sovjet-Unie met CSKA. In 1971 ging hij spelen bij Dinamo Moskou. In 1975 en 1976 werd hij derde om het landskampioenschap van de Sovjet-Unie. In 1977 stopte hij met basketbal. In 1981 was hij assistent-coach van Aleksandr Gomelski op het Europees kampioenschap. Ze wonnen daar goud. In het seizoen 1986 en 1987 was hij hoofdcoach van Stroitel Koejbysjev.

## Erelijst
- Landskampioen Sovjet-Unie: 2
  - Winnaar: 1969, 1970
  - Derde: 1975, 1976
- EuroLeague: 1
  - Winnaar: 1969
  - Runner-up: 1970